# 沈林
沈林（1453年—？），字材美，直隸蘇州府長洲縣人，軍籍，明朝政治人物。

## 生平
成化十年（1474年）甲午科應天府鄉試第三十六名舉人。成化十七年（1481年）中式辛丑科會試第一百三十六名，二甲第二十一名進士。歷官南京刑部郎中、四川順慶府知府，弘治十八年（1505年）二月升雲南右參政。正德四年（1509年）二月升山西右布政使，自云南赴任，携家驰驿以行，时乘驿之禁甚严，被东厂所发，除职为民，追钱十三万有奇偿雇直，仍输大同仓米五百石。五年九月復官，改任廣西右布政使，七年八月升都察院右副都御史、巡抚贵州兼理军务，十年剿灭铜仁苗头龙童保等，丁憂歸，服闋，十三年九月改巡抚山東，十四年三月乞致仕。

## 家族
曾祖沈溢；祖父沈文寬；父沈傑，聽選官。母張氏。具庆下。弟沈麓。孫沈大謨。